# Paderborner Hase
Der Paderborner Hase ist ein deutscher Kinderbuchpreis. Der Preis wird im Rahmen der alle zwei Jahre stattfindenden Paderborner Kinderbuchwoche unter Beteiligung von Grundschulen des Kreises Paderborn vergeben. Seit 2008 ist die Auszeichnung mit 1000 Euro dotiert. Der Titel spielt auf das Dreihasenbild im Paderborner Dom an.

## Preisträger
- 1998 Elisabeth Zöller, Die Chaosfamilie König
- 2000 Joachim Friedrich, Amanda und die Detektive
- 2002 TINO, Die Hexe in der Badewanne
- 2004 Joachim Schultz, Hermien Stellmacher, Drei Mäuseritter ohne Furcht und Tadel
- 2006 Isabel Abedi, Hier kommt Lola!
- 2008 Daniel Napp, Schnüffelnasen an Bord
- 2010 Insa Bauer, Heiße Spuren in Berlin
- 2012 Ingo Siegner, Der kleine Drache Kokosnuss auf der Suche nach Atlantis
- 2014 Christian Tielmann, Notlandung in der Milchstraße 17a[1]
- 2016 Winfried Oelsner und Lisa-Marie Dickreiter, Max und die Wilde Sieben – Das schwarze Ass[2]
- 2018 Antje Szillat, Flätscher – Die Sache stinkt
- 2023 Stephanie Schneider, Grimm und Möhrchen – Ein Zesel zieht ein[3]
- 2025 Julie Leuze, Hier kommt Kalli Wüstenmucks